# Santiago Ezquerro
Santiago Ezquerro Marín (født 14. december 1976 i Calahorra, Spanien) er en tidligere spansk fodboldspiller, der spillede som angriber. Han spillede på klubplan primært hos den baskiske klub Athletic Bilbao, men havde også ophold hos Osasuna, Atlético Madrid, Mallorca og FC Barcelona. Hos Barcelona spillede han i tre sæsoner – dog primært som reserve – og var med til at vinde både det spanske mesterskab og Champions League i 2006.
Ezquerro spillede desuden én kamp for Spaniens landshold, som faldt den 5. september 1998, da holdet på udebane tabte en EM-kvalifikationskamp 2-3 til Cypern.

## Titler
La Liga
- 2006 med FC Barcelona

Champions League
- 2006 med FC Barcelona

Supercopa de España
- 2005 og 2006 med FC Barcelona